# Jamésie
La Jamésie (appelée par extension la Baie-James) est une région géographique ayant le statut administratif de territoire équivalent en Jamésie de la région du Nord-du-Québec, au Québec.

## Toponymie
Ce régionyme est créé dans les années 1970 par les géographes Camille Laverdière et Pierre Guimont.

## Géographie
La Jamésie s'étend de la baie James à l'ouest, aux monts Otish à l'est, à l'Abitibi-Témiscamingue au sud et à Kativik au nord. Ce territoire comporte de nombreuses enclaves discontinues de l'Eeyou Istchee comptant neuf villages cris et autre territoires hors MRC .

### Topographie
- Colline Apistiskutawasitanuch
- Monts Otish, une chaine de montagne

### Végétation
Son territoire est principalement constitué de forêt boréale.

## Urbanisme

### Collectivités locales
Chibougamau, excentrée à l'extrême sud-est de la région, est la plus grande ville de Jamésie. Elle compte près de 8 000 habitants. Les municipalités ou zones habitées de la région sont les suivantes :
- Ville de Chapais
- Ville de Chibougamau
- Ville de Lebel-sur-Quévillon
- Ville de Matagami
- Localité de Radisson
- Localité de Villebois
- Localité de Valcanton
- Hameau de Desmaraisville
- Hameau de Miquelon
- Municipalité d'Eeyou Istchee Baie-James (le territoire municipal du Gouvernement régional d'Eeyou Istchee Baie-James)[3]
- Sept territoires non-organisés qui n'ont pas encore de toponyme officiel et qui correspondent aux terres de catégorie II établies par la Convention de la Baie-James et du Nord québécois[4].

### Transports

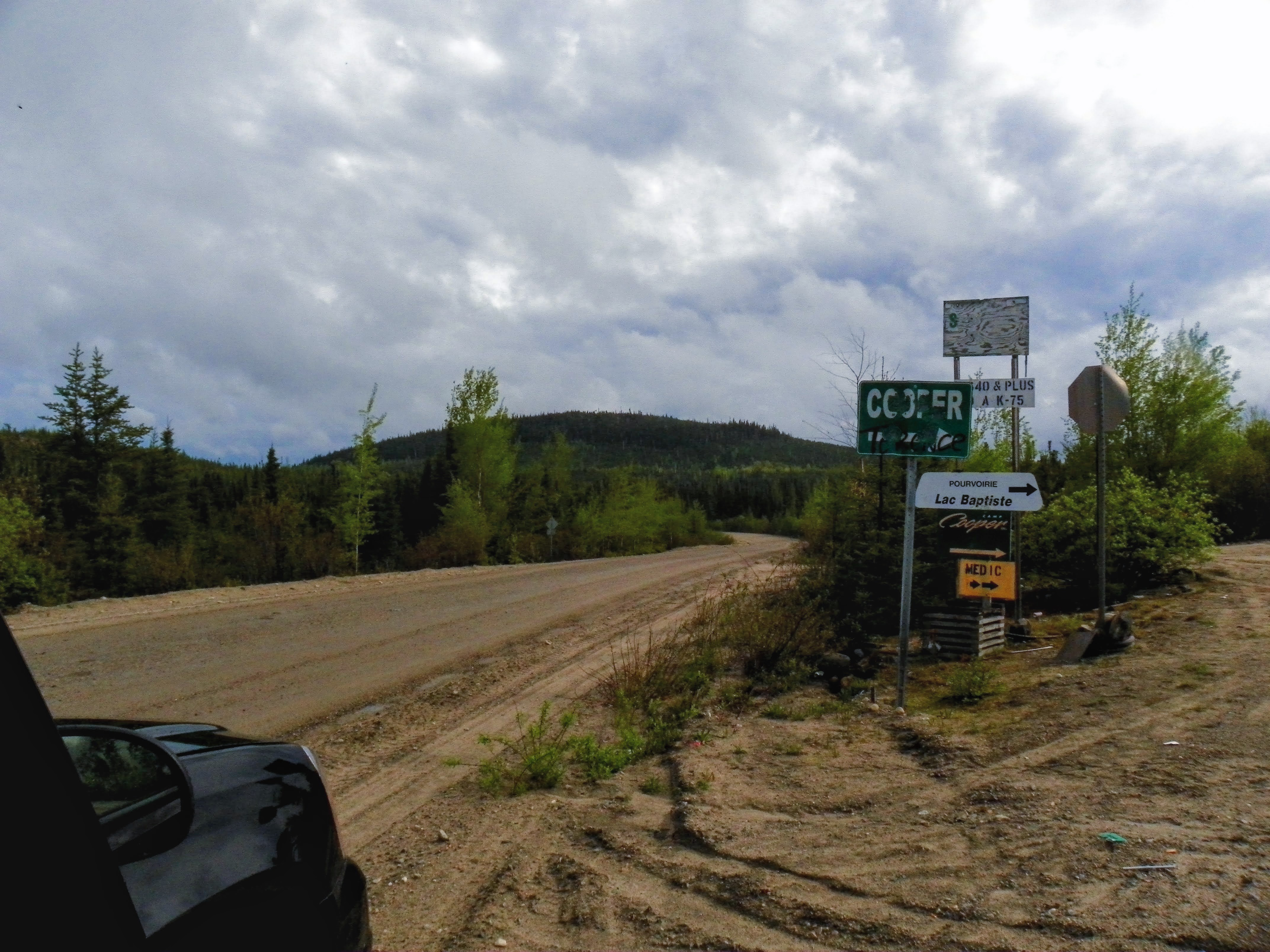
Une jonction routière à l'entrée du territoire, près de la limite avec La Tuque.

La route de la Baie James est le seul lien routier existant qui traverse la Jamésie sur l'axe nord-sud. La route Transtaïga traverse le territoire d'est en ouest, pour aboutir au réservoir de Caniapiscau, non loin du Labrador.

## Histoire
En 2007, les terres cries deviennent indépendantes du territoire et forment l'Eeyou Istchee.

## Politique
En tant que MRC géographique, la Jamésie ne constitue pas une entité administrative investie des pouvoirs d'une MRC tels que définis par le Code municipal du Québec. Plutôt, les quatre villes qui en font partie n'appartiennent à aucune MRC, et le Gouvernement régional d'Eeyou Istchee Baie-James est une structure sui generis ayant les compétences d'une municipalité et d'une MRC. En ce qui a trait aux territoires non organisés, ils sont également administrés par une autre structure unique en son genre, le Gouvernement de la nation crie qui peut exercer les pouvoirs d'une MRC ou d'une municipalité sur ces territoires. 

## Démographie
La Jamésie compte 14 654 habitants, répartis principalement dans les localités qui la composent.

### Langues
En Jamésie, selon l'Institut de la statistique du Québec, la langue la plus parlée le plus souvent à la maison en 2011 sur une population de 14 090 habitants, est le français à 96,88 %, l'anglais à 1,24 % et une autre langue (cri) à 0,82 %.

## Économie

### Hydroélectricité
Les centrales hydroélectriques les plus puissantes du Québec, qui font partie du complexe La Grande, se trouvent dans la partie septentrionale de la Jamésie:
- La Grande-1
- La Grande-2 et La Grande 2-A
- Centrale La Grande-3
- Centrale La Grande-4
- Centrale Laforge-1
- Centrale Laforge-2
- Centrale Brisay, qui ferme le réservoir de Caniapiscau
- Eastmain-1 et Eastmain-1-A
- Sarcelle

À longueur d'année, la société d'État Hydro-Québec offre des visites guidées de l'aménagement Robert-Bourassa et de la centrale LG-1 (seulement en période estivale), qui se trouvent dans les environs de Radisson et Chisasibi.